# M-toluilsav
Az m-toluilsav, (IUPAC: 3-metilbenzoesav) aromás karbonsav, képlete (CH3)C6H4(COOH). Két másik izomerje a p-toluilsav és az o-toluilsav.
Egyebek mellett a DEET (N,N-dietil-m-toluamid), az ismert rovarriasztószer előállításának prekurzora:

## Fordítás
Ez a szócikk részben vagy egészben  a   M-Toluic acid című angol Wikipédia-szócikk ezen változatának fordításán alapul.  Az eredeti cikk szerkesztőit annak laptörténete sorolja fel. Ez a jelzés csupán a megfogalmazás eredetét és a szerzői jogokat jelzi, nem szolgál a cikkben szereplő információk forrásmegjelöléseként.